# Tepeköy (Varto)
Tepeköy ist ein Dorf im Landkreis Varto der osttürkischen Provinz Muş. Tepeköy liegt etwa 41 km nördlich der Provinzhauptstadt Muş und 14 km südöstlich von Varto. Tepeköy hatte laut der letzten Volkszählung 457 Einwohner (Stand Ende Dezember 2010). Die Bevölkerung besteht hauptsächlich aus Kurden und Tschetschenen.